# PRIMEQUEST
FUJITSU Server PRIMEQUEST（プライムクエスト）は、富士通が発売している基幹IAサーバである。
CPUはIntel Xeon（初期はItanium）。対応OSはLinuxとMicrosoft Windows Server。

## 歴史
- 2005年4月6日 - PRIMEQUEST400シリーズ発売開始。400シリーズと500シリーズは Itanium 搭載。
- 2006年7月19日 - PRIMEQUEST500シリーズ発売開始。
- 2008年4月17日 - PRIMEQUEST500Aシリーズ発売開始。
- 2008年4月 - PRIMEQUEST520Xモデルグループ発売開始[1]。
- 2010年3月 - PRIMEQUEST1000シリーズ発売開始。Itanium から Intel Xeon に切り替わった。以降のシリーズは全て Intel Xeon。
- 2014年4月 - PRIMEQUEST2000シリーズ発売開始。
- 2017年11月 - PRIMEQUEST3000シリーズ発売開始[2]。

## 特徴
- Linux（Red Hat Enterprise Linux、SUSE Linux Enterprise Server）とMicrosoft Windows Serverをサポート。
  - PRIMEQUEST1000シリーズまではエミュレーションにより富士通の中規模メインフレーム向けオペレーティングシステムである、ASP動作機構をサポートしていた。PRIMEQUEST3000シリーズまで、エミュレーションにより富士通の中規模メインフレーム向けオペレーティングシステムであるOSIV/XSP動作機構をサポートしている。
- あらゆる部品を二重化し、メインフレームクラスの高信頼性を実現している。Itanium の時代はチップセット等を独自に作っていた[3]。
  - 主要部品（チップセット、メモリ、クロスバーなど）の二重化・同期動作。
  - 基本コンポーネント（電源ユニット、冷却ファンなど）の冗長化。
- 1台のPRIMEQUEST内のCPU・メモリ・IO等を物理的・仮想的に分割（最大で60分割）し、異なるオペレーティングシステムを同時に実行可能。PRIMEQUEST2000シリーズでは1パーティション上で最大8個（120コア）または4個（60コア）まで構成可能。最大メモリ容量は24TBまで増設可能である。

## 採用事例
- 2006年7月、自然科学研究機構計算科学研究センターの超高速分子シミュレータとして10ノード・計640コアのシステムが稼働を開始した[4]。
- 2010年1月、東京証券取引所の売買システムarrowheadに採用された[5]。